# Liudisclau
Liudisclau († 5. Mai 840; lies Liudislav, auch Liuditus sclavus) war ein Fürst der südslawischen Narentaner.
Er wurde als Narentanorum princeps erwähnt, der zur Zeit des Dogen Pietro Tradonico in einem Gefecht vor der dalmatinischen Küste siegte, wobei über hundert Venezianer starben („ubi plus quam centum Venetici interfecti fuerunt“).